# Diecezja Primavera do Leste–Paranatinga
Diecezja Primavera do Leste–Paranatinga (łac. Dioecesis Primaveris do Lestis-Paranatinguensis) – diecezja Kościoła rzymskokatolickiego w Brazylii. Należy do metropolii Cuiabá, wchodzi w skład regionu kościelnego Oeste 2. Została erygowana przez papieża Jana Pawła II bullą Ecclesia sancta w dniu 23 grudnia 1997 prałatura terytorialna Paranatinga. 25 czerwca 2014 została podniesiona do rangi diecezji i otrzymała obecną nazwę. 